# Roberto Campisi
Mons. Roberto Campisi (* 18. listopadu 1978, Syrakusy) je italský římskokatolický duchovní a asesor sekce pro obecné záležitosti Státního sekretariátu.

## Život
Narodil se 18. listopadu 1978 v Syrakusách.
Ve své rodném městě vstoupil do kněžského arcibiskupského vyššího semináře. Dne 7. prosince 2002 byl vysvěcen na kněze a inkardinován do arcidiecéze Syrakusy. Má vystudované také obojí právo. V Římě studoval na Papežské církevní akademii, kde se připravoval na diplomatické služby.
Dne 1. července 2010 vstoupil do diplomatických služeb Svatého stolce. Působil na apoštolských nunciaturách na Pobřeží slonoviny, ve Venezuele a v Itálii. Poté byl přeložen do sekce pro obecné záležitosti Státního sekretariátu.
Dne 26. října 2022 jej papež František jmenoval asesorem sekce pro obecné záležitosti Státního sekretariátu a udělil mu titul Prelát Jeho Svatosti.
Hovoří francouzsky, anglicky a španělsky.